# Vnější bod

Bod je vnější bod množiny.

Vnější bod (anglicky exterior point) je takový bod množiny {\displaystyle A}, pro který existuje okolí {\displaystyle U_{\epsilon }} takové, že {\displaystyle A\cap U_{\epsilon }=\emptyset }.

## Definice
Nechť {\displaystyle ({\mathcal {M}},\rho )} je pevně zvolený metrický prostor. Zvolme libovolně množinu {\displaystyle A\subset {\mathcal {M}}} a bod {\displaystyle x\in {\mathcal {M}}}. Bod {\displaystyle x} nazveme vnějším bodem množiny {\displaystyle A} právě tehdy, když existuje {\displaystyle \epsilon >0} takové, že {\displaystyle U_{\epsilon }(x)\subset ({\mathcal {M}}\smallsetminus A)}.[zdroj?]